# Copra

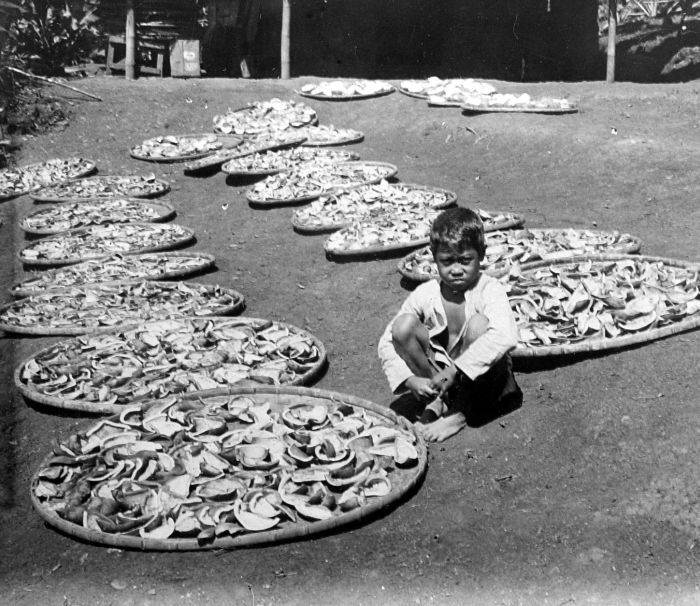
Copra secándose en la isla indonesia de Java (antes de 1925)

La copra (hindi: खोपरा, Khōprā; malabar: കൊപ്ര, Koppara) se refiere a los frutos de coco (fruto de Cocos nucifera L., Arecaceae) secos de los que se expulsa el aceite y su nombre se deriva de una palabra en tamil: koppara, que significa «coco seco». Tradicionalmente, los cocos se secan al sol, especialmente para la exportación, antes de prensar el aceite, también conocido como aceite de copra. El coco, una vez descascarillado, es esencialmente una drupa que se obtiene de una palmera tropical con hojas en forma de pluma: el cocotero (Cocos nucifera). El aceite extraído de la copra es rico en ácido láurico, lo que lo convierte en un producto importante para la preparación de alcohol láurico, jabones, ácidos grasos, cosméticos, etc. y, por tanto, en un producto lucrativo para muchos países productores de coco. La torta de este aceite, conocida como torta de copra, obtenida como residuo en la producción de aceite de copra se utiliza en la alimentación animal. La torta molida se conoce como harina de coco o de copra.
El aceite de coco se extrae rallando la copra e hirviéndola después en agua. Esta se desarrolló como un producto comercial por los mercaderes de los mares del sur y del centro de Asia hacia 1860. En la actualidad el aceite de coco se obtiene en fábricas especializadas que extraen el aceite en prensadoras o por medio de solventes. Con las primeras se obtiene un 60 % de aceite de coco y un residuo llamado pasta de coco, que es un alimento muy nutritivo para el ganado vacuno, principalmente lechero.
El aceite de coco se procesa para quitarle la acidez y el color y se usa principalmente para fabricar jabones. Hidrogenado, se usa como manteca en panaderías, chocolate, rellenos de galletas e inclusive en leche en polvo y quesos, además, en una cantidad considerable de alimentos.
La elaboración de la copra —es decir, descascarar, despedazar la pulpa y secarla— normalmente se realiza donde crecen los cocoteros. En la actualidad existen grandes plantaciones donde se integran todas las operaciones; antiguamente era recogida por los comerciantes que iban de isla en isla por el océano Pacífico.